# Višći Vrh
 Višći Vrh  falu Horvátországban Zágráb megyében. Közigazgatásilag Zsumberk községhez tartozik.

## Fekvése
Zágrábtól 39 km-re nyugatra, községközpontjától Kostanjevactól 7 km-re északra a Zsumberki-hegység déli lejtőin  fekszik. Településrésze: Slapnica.

## Története
1830-ban 8 házában 85 katolikus lakos élt. 1857-ben 93-an lakták. 1910-ben 139 lakosa volt. Trianon előtt Zágráb vármegye Jaskai járásához tartozott. A falunak 2011-ben 17 lakosa volt. Leggyakoribb vezetéknevei a Draganić, Petković, Markušić, Grdošić és Juratovac. Lakói mezőgazdasággal, állattenyésztéssel, szőlőtermesztéssel foglalkoznak. A kaljei Szent Mihály plébániához tartoznak.

## Lakosság
| Lakosság változása | Lakosság változása | Lakosság változása | Lakosság változása | Lakosság változása | Lakosság változása | Lakosság változása | Lakosság változása | Lakosság változása | Lakosság változása | Lakosság változása | Lakosság változása | Lakosság változása | Lakosság változása | Lakosság változása | Lakosság változása |
| ------------------ | ------------------ | ------------------ | ------------------ | ------------------ | ------------------ | ------------------ | ------------------ | ------------------ | ------------------ | ------------------ | ------------------ | ------------------ | ------------------ | ------------------ | ------------------ |
| 1857               | 1869               | 1880               | 1890               | 1900               | 1910               | 1921               | 1931               | 1948               | 1953               | 1961               | 1971               | 1981               | 1991               | 2001               | 2011               |
| 93                 | 113                | 132                | 140                | 130                | 139                | 112                | 119                | 138                | 127                | 131                | 123                | 85                 | 88                 | 27                 | 17                 |

## Nevezetességei
Szent Péter apostol tiszteletére szentelt kápolnája.

## Külső hivatkozások
- Žumberak község hivatalos oldala
- A Zsumberki közösség honlapja